# Henri Brulle
Henri, Jean, Jacques Brulle, nascut el 29 gener de 1854 a Liborna (Gironda), mort a Chamonix (Alta-Savoia) el 29 d'agost de 1936, fou un pirineista i alpinista francès. Considerat el fundador del pirineisme de dificultat.

## Biografia
Fill d'un notari, estudia dret a Bordeus i ocupa el lloc del seu pare el 1906. De jove es converteix en un consumat muntanyenc, assolint difícils ascensions tant als Pirineus com als Alps. Casat des de 1887, la seva vida familiar l'allunya de la muntanya. L'any 1919 traspassa el seu despatx de notari i es dedica a la cria de cavalls, allunyat de la vida social. Els darrers anys de la seva vida els passa a Chamonix, prop del Mont Blanc, cim que puja fins a tres cops. Mor als 82 anys en un nou intent d'ascens al colós alpí que es complicà degut al fred.

## Pioner de l'escalada de dificultat
Brulle va instaurar una nova manera de grimpar: ja no és el fet d'accedir a un cim que l'interessa, sinó l'ascensió en si, per vies noves, més difícils, més directes. Contràriament als seus predecessors, Brulle no té interès científic: ni és botànic, ni naturalista, ni geòleg. Amb ell el pirineisme esdevé tècnic: l'ús de la corda és sistemàtic, el piolet curt reemplaça el piolet llarg, que d'ara endavant serviria només de bastó per caminar. De les 274 ascensions efectuades al llarg de la seva carrera, compta amb 88 primeres. Respectava enormement Henry Russell, figura major de l'edat d'or del pirineisme, del qual es considerava un deixeble. « El Pirineisme, escriu Brulle a Ascensions, no es tant la ment esportiva que l'impulsa com la set de solitud i de llibertat, l'atractiu d'allò pintoresc, de l'aventura, de la penetració en el misteri dels aspectes secrets de la naturalesa.

## Ascensions destacades
Fa la seva primera ascensió als Pirineus el 1874 : amb Aymar de Sant-Saud, Paul de Lafitte i els guies Sarrettes i Latapie, puja i baixa el Vinyamala per l'itinerari del príncep de la Moskowa.
- 1878: Coneix Jean Bazillac i esdevenen amics inseparables. Junts fan l'ascensió de l'Ardiden, a continuació el Balaitús, el Pico del Infierno i el Mont Perdut. Aquest mateix any també coneix a Célestin Passet.

- 1879: Data que marca el naixement del pirineisme de dificultat : Brulle, Bazillac i els guies Sarrettes i Bordenave realitzen la primera ascensió del Vinyamala pel Clot de la Hount.

- 1880: Pugen al pic de Ger, al Migdia d'Aussau, al Cambales, i al Palas per la cara sud, on han de renunciar prop del cim.

- 1881: amb els guies Célestin Passet i Pierre Bordenave, emprenen una excursió de catorze dies on escalen una vintena de cims, entre els quals tots els 3000 coneguts, entre la Maladeta i Gavarnia. Realitzen les primeres del pic del Port d'Oo (avui pic Jean Arlaud), de l'Astazu occidental i del Gabieto. Per acabar, realitzen la volta al Circ de Gavarnia per les grades interiors, des de Sarradets fins a l'Astazu.

- 1882: Brulle, Bazillac i Célestin Passet escalen 16 grans pics, dees del Canigó al Vinyamala, amb dues primeres: el Comaloforno i l'Hourgade.

- 1883: Afronta per primer cop els Alps. Amb Bazillac i Célestin Passet va fer, amb els guies Gaspard, la cinquena ascensió de la Meije (la primera efectuada en un dia). A continuació els Escrinhs, les agulles d'Arves, i el Mont Blanc.

- 1885: Fa la primera hivernal al Mont Perdut amb Bazillac, Célestin Passet, Haurine i Bernard. A continuació una nova campanya alpina, amb Bazillac i de Champeaux, els porta entre d'altres a la Grande Casse, el Gran Paradiso, el Mont Blanc, el Cerví, la Dent Blanche, i els Drus.

- 1886 De nou als Alps, la Jungfrau, Mönch, Finsteraarhorn, Bernina, Grossglockner, Pala di San Martino, Cima della Madonna...

- El 1889, l'equip format per Henri Brulle, Jean Bazillac, Roger de Monts, Célestin Passet i François Bernat-Sales realitza la més gran gesta del pirineisme: l'ascensió del Couloir de Gaube: una falla estreta, sobre la cara nord del Vinyamala, entre la Pique Longe i el Pitó Carré, amb molta pendent, sempre gelada. Aquesta « provocadora i fascinant xemeneia de gel i neu » en paraules de Brulle.[2] La cordada es veu obligada a aturar-se per un bloc cobert de gel. Célestin, armat amb el piolet de Brulle, que l'ha fet fabricar especialment (aquest piolet guanya allà el seu nom de Fleur de Gaube), talla durant hores més de 1300 esglaons en el gel viu. El comte Henry Russell, que els acull a la sortida del Couloir (per qui aquesta recerca de la dificultat no entra en la seva concepció del muntanyisme) els diu irònicament: « La propera vegada s'haurà de fer d'esquenes ». Aquesta gesta té una gran ressonància en el món pirineista.
- 1902: Amb René d'Astorg fan la primera ascensió a l'Encantat Petit, al Parc Nacional d'Aigüestortes i Estany de Sant Maurici.